# Posádka

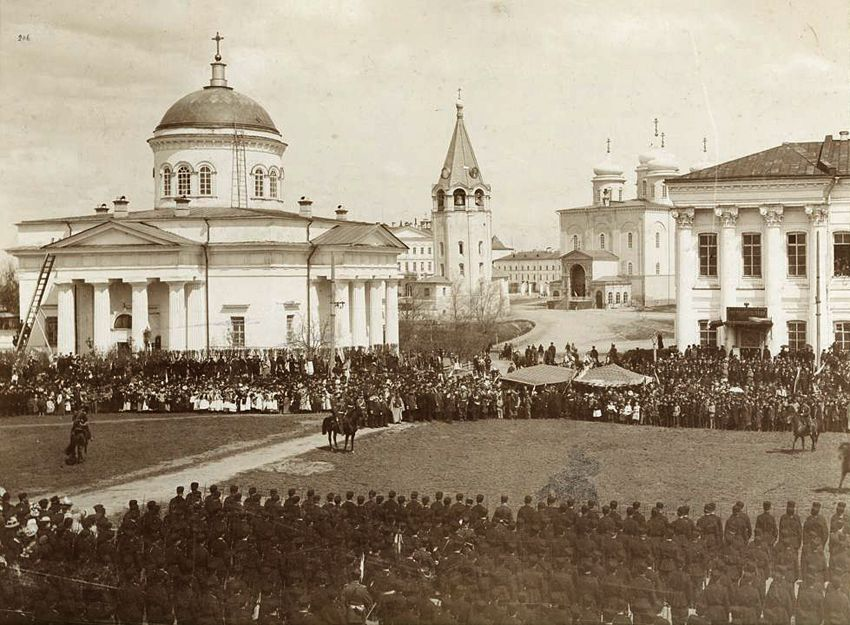
Přehlídka vojsk místní posádky v Nižněnovgorodském kremlu v roce 1914

Posádka (dříve též garnizón či garnizóna) jsou veškeré jednotky ozbrojených sil, jež jsou „přidělené k základně nebo určitému prostoru pro obranu, budování provoz a údržbu zařízení“.
Posádka může být umístěna v určité obci, případně mimo ni. Jejím původním posláním bylo obec či určitý objekt bránit, dnes jí určený prostor obvykle slouží jako domovská základna. Posádkové město je pak obecný výraz pro jakékoli město, v němž nebo v jehož blízkosti se nachází vojenská základna.
K zabezpečení řádného chodu posádky slouží souhrn opatření (posádková služba), jejichž cílem je udržovat vysokou vojenskou disciplínu, zabezpečit potřebné podmínky pro každodenní život a přípravu jednotek a uskutečňování posádkových akcí.
Hlídání prostoru posádky vykonává strážní služba (posádková stráž). Orgánem zodpovědným za organizaci a výkon posádkové a strážní služby v posádce je posádková správa, jejímž nejvyšším funkcionářem je velitel posádky. To je „vojenský funkcionář ustanovený k velení vojenskému tělesu (jednotce) s nedělitelnou velitelskou pravomocí, zodpovědností a iniciativou“.